# When Seconds Count
When Seconds Count är rockbandet Survivors sjätte studioalbum släppt år 1986.

## Låtlista
| 1. | How Much Love         | 3:58 |
| 2. | Keep It Right Here    | 4:28 |
| 3. | Is This Love          | 3:42 |
| 4. | Man Against the World | 3:35 |
| 5. | Rebel Son             | 3:47 |

| 6.  | Oceans                 | 4:39 |
| 7.  | When Seconds Count     | 4:05 |
| 8.  | Backstreet Love Affair | 4:01 |
| 9.  | In Good Faith          | 4:22 |
| 10. | Can't Let You Go       | 4:42 |